# (282) Clorinde
(282) Clorinde – planetoida z grupy pasa głównego asteroid okrążająca Słońce w ciągu 3 lat i 212 dni w średniej odległości 2,34 j.a. Została odkryta 28 stycznia 1889 roku w Observatoire de Nice w Nicei przez Auguste Charloisa. Nazwa planetoidy pochodzi prawdopodobnie od imienia bohaterki poematu Jerozolima wyzwolona autorstwa Torquato Tasso.